# Gtd
Gtd es una compañía perteneciente a la empresa chilena de telecomunicaciones y servicios TI Grupo Gtd. Actualmente presta servicios de telecomunicaciones en Santiago,  Iquique, Antofagasta, La Serena, Viña del Mar, y Rancagua, orientados al segmento residencial y negocios. Entre su cartera de productos destacan: Internet, donde son pioneros en el despliegue de Fibra Óptica al Hogar (FTTH); televisión de pago y servicios de telefonía fija y móvil.

## Historia
Tiene su origen en la Compañía Telefónica Manquehue Ltda., creada en 1980 por la familia Rabat para atender las necesidades del loteo Santa María de Manquehue. La empresa primitiva amplió sustancialmente sus actividades y en 1989 se transformó en Sociedad Anónima Cerrada. Dicha sociedad fue absorbida por Telecomunicaciones Manquehue S.A., la cual pasó a denominarse Telefónica Manquehue S.A. El 12 de julio de 2000 pasó a llamarse Manquehue Net. La empresa pasó un largo período a la venta en marzo de 2002 hasta que en junio de 2005 Manquehue Net fue comprada por el Grupo GTD, transformándose en GTD Manquehue.
En marzo de 2006, Gtd lanza un proyecto pionero en América Latina de Fibra Óptica a la Casa (FTTH) para el sector de Santa María de Manquehue. En septiembre de 2006 comenzó a ofrecer servicio de televisión digital por cable. El 1 de julio de 2010 comienza a ofrecer su nuevo servicio de televisión interactiva en alta definición (HD).
Telefónica del Sur se transforma en empresa relacionada cuando el Grupo Gtd adquiere esta última en diciembre de 2009.

## Negocios actuales
Gtd actualmente ofrece servicios de:
- Internet (FTTH y ADSL)
- Telefonía tradicional e IP
- Telefonía celular
- Televisión por cable
- Televisión de alta definición (o HD)

Desde 2006 ofrecen servicios de fibra a la casa (FTTH) en la Región Metropolitana.
A agosto de 2008, Gtd Manquehue informaba 78.140 líneas telefónicas, con un 2,23% de participación nacional. En el mercado de acceso a internet, tenía un 2,33% a diciembre de 2008.